# Simbi
Simbi (també Sim'bi) és una gran i diversa família de serps també conegudes com a loa en el vodú haitià. Alguns noms dels loas Simbi loa inclouen Simbi Dlo (també Simbi d'l'eau - Simbi de l'aigua), Simbi Makaya, Simbi Andezo (Simbi de dues aigües) i Gran Simba. Tradicionalment, en el seu context de la religió kongo, tots estan associats amb l'aigua, però en el context del vodú haitià tenen associacions molt diverses. Per exemple, Simbi Makaya és un gran bruixot i va servir especialment a les societats secretes de Sanpwel, mentre que Simbi Anpaka és un loa de les plantes, les fulles i els verins.

## Vodú
Les tradicions del vodú eren practicades pels haitians vinguts d'Àfrica arrel de les tradicions religioses que van dur amb ells. La religió vodú creu en un déu creador al qual no es pot arribar fàcilment, de manera que els devots es posen en contacte amb loas, esperits de gran poder que actuen com a intermediaris entre el creador i ells. Simbi és un loa que representa la màgia i que es representa com una serp.També se l'utilitza per contactar amb els morts.

## Hoodoo
Els esperits Simbi (Bisimbi, plural) són també venerats als Estats Units en la comunitat afroamericana en la pràctica del Hoodoo. Varis historiadors van realitzar investigacions a la Nació Gullah Geechee i trobaren trobaren el seu origen en pràctiques religioses l'Àfrica Central i Occidental. Per exemple, algunes esglésies afroamericanes del sud-est resaven als esperits simbi derivats del kongo durant el baptisme. "El baptisme també tenia un aspecte clarament africà. La pràctica de Geòrgia del segle xix de resar als esperits simbi derivats del kongo abans de la immersió demostra aquest aspecte d'un altre ritu cristià savi."
La investigació acadèmica sobre la plantació de Pooshee i la plantació de Woodboo a Carolina del Sud, va mostrar una creença continuada dels esperits aquàtics africans entre els afroamericans esclaus. Ambdues plantacions es troben "ara sota les aigües del llac Moultrie". El primer registre conegut d'esperits simbi es va registrar al segle XIX per Edmund Ruffin, que era un ric propietari d'esclaus de Virgínia, i va viatjar a Carolina del Sud "per mantenir viable el sistema econòmic dels esclaus mitjançant la reforma agrícola". Als seus registres de Ruffin va escriure simbi com a cymbee, perquè no coneixia l'ortografia original de la paraula. "A la plantació de Pooshee al canal Santee, no gaire lluny de Woodboo, Ruffin va declarar que un jove esclau havia anat a una font a buscar aigua a última hora de la nit i es va espantar molt per un cymbee (esperit de l'aigua Simbi) que corria per la font. Encara que Ruffin va trobar pocs testimonis de l'aparició de cymbees, va afirmar que els esclaus generalment creien que eren freqüents i nombrosos. Part de la superstició era que implicava mala sort per a qualsevol que en veiés un i que ho expliqués als demés o es referís al fet en sí, i que el càstig podia ser la mort i ho contava fins a unes setmanes més tard. En una altra ocasió, un esclau va dir que els esperits simbi tenen els cabells llargs.
Hi ha una quantitat significativa de cultura kongo que continua avui a la comunitat afroamericana, perquè el 40% dels africans presos durant el tràfic transatlàntic d'esclaus provenien de la conca del Congo de l'Àfrica central.

## Palo
En aquesta religió afrocubana, els simbi s'anomenen Nkitas. Són déus de tots els aspectes de la natura, com per exemple llacs, boscos o muntanyes.